# Dvärgpungmöss
Dvärgpungmöss (Planigale) är ett släkte i familjen rovpungdjur. I släktet finns fem arter som förekommer i Australien och Nya Guinea.
Det vetenskapliga namnet bildas av latin planus (platt) och galea (hjälm). Det syftar på arternas avplattade skalle.

## Kännetecken
I sitt yttre och beteende liknar dessa djur näbbmöss men de är inte närmare släkt med dessa. Dvärgpungmöss har en långsträckt nos och ett avplattat huvud som troligtvis är en anpassning till arternas rörelse mellan trånga bergssprickor och rötter. Den mjuka pälsen har en olivgrön till gråbrun färg.
Som namnet antyder är dvärgpungmöss mycket små. Tillsammans med släktet Ningaui utgör de de minsta pungdjuren. Kroppslängden utan svans ligger mellan 5 och 10 centimeter och vikten mellan 5 och 15 gram. Svansen är lika långt som övriga kroppen och bär hår.

## Levnadssätt
Habitatet utgörs ofta av grässlätter som savanner och ibland även av skogar. De vistas främst på marken men har bra förmåga att klättra. Dvärgpungmöss är huvudsakligen aktiva på natten och vilar på dagen i bergssprickor, under trädens rötter eller i täta gräsansamlingar. Ibland bygger de bon av gräs.

## Föda
Arterna i släktet är framgångsrika rovdjur med byten som nästan är lika stora som dvärgpungmössen själv. De jagar bland annat insekter (till exempel hopprätvingar), spindeldjur och mindre ryggradsdjur som ödlor eller möss. Varje dag äter dessa djur byten som nästan motsvarar deras vikt.

## Fortplantning
I pungen (marsupium) som har sin öppning mot kroppens baksida finns fem till femton spenar. Den är bara full utvecklad när honan har ungar. De flesta honorna kan para sig hela året runt och ofta förekommer flera födelser per år. Efter dräktigheten som varar 19 eller 20 dagar föder honan fyra till tolv ungdjur. De stannar de första veckorna i pungen, är efter cirka tre månader självständiga och når sin könsmognad innan de är ett år gammal. Den maximala livslängden ligger vid två år.

## Hot
Arterna hotas huvudsakligen av rovdjur som tamkatter och rödrävar som blev införd av människan. Några arter gäller som sällsynt men det beror kanske på att de är så skygga.
IUCN bedömer alla arter som livskraftiga (LC).

## Arter
Enligt Wilson & Reeder (2005) skiljs mellan fem arter:
- Planigale gilesi lever i sydöstra Australien.
- Planigale ingrami hittas i norra och centrala Australien.
- Planigale maculata förekommer i norra och nordöstra Australien.
- Planigale novaeguineae är endemisk för södra och östra Nya Guinea.
- Planigale tenuirostris lever i östra Australien.